# Waterfox
Waterfox là trình duyệt web có hiệu suất cao được xây dựng trên bộ mã nguồn mở của Mozilla Firefox. Được thiết kế đặc biệt cho các hệ thống 64-bit, mục tiêu của Waterfox là tối đa hoá tốc độ và duy trì tính tương thích với các phần mở rộng đã không còn được Firefox hỗ trợ.

## Các điểm khác biệt giữa Waterfox và Firefox
Waterfox được biên dịch với thư viện toán học của Intel, và các tuỳ chọn tối ưu để đạt được hiệu suất cao hơn bình thường, bao gồm nhiều trình biên dịch cho từng hệ thống (Clang+LLVM trên Linux và macOS, Visual Studio trên Windows, và Intel C++ Compiler trên đa nền tảng). Trình duyệt còn được tối ưu để tận dụng các tập lệnh MMX, SSE2, SSE3, SSE4, AVX, v.v. của CPU nên hoạt động nhanh và mượt mà hơn hẳn so với Firefox bình thường. Ngoài ra, Waterfox được thiết kế dành riêng cho hệ điều hành 64-bit, nên có thể tận dụng được tài nguyên hệ thống tốt hơn, không gặp phải các giới hạn thông thường của ứng dụng 32-bit như độ dài chỉ lệnh, dung lượng bộ nhớ tối đa được sử dụng, v.v..

## Tính tương thích với các add-on và plugin cho Firefox
Vì sử dụng chung mã nguồn nên Waterfox thừa hưởng đầy đủ các tính năng của Firefox. Các phiên bản cập nhật của Waterfox cũng trùng với phiên bản hiện hành của Firefox nhờ sự cập nhật liên tục của lập trình viên.
Hầu hết các add-on dành cho Firefox như ChatZilla, NoScript, ImgLikeOpera, v.v. đều hỗ trợ mọi nền tảng nên vẫn có thể hoạt động hoàn toàn bình thường trên Waterfox.
Các plugin phổ biến như Adobe Flash Player, Oracle Java, Microsoft Silverlight, QuickTime, v.v. đều đã hỗ trợ trình duyệt phiên bản 64-bit một cách đầy đủ trong các phiên bản mới nhất. Người dùng có thể tải về chúng từ trang chủ của chúng hoặc thông qua các liên kết trên trang chủ của Waterfox. Cần lưu ý về phạm vi hoạt động của plugin: Phiên bản 32-bit của plugin chỉ hoạt động trên phiên bản 32-bit của trình duyệt, và ngược lại. Người dùng cần cài đặt phiên bản 64-bit của các plugin trên để sử dụng được trên Waterfox.

## Các hệ điều hành hỗ trợ
Waterfox chỉ tương thích với các phiên bản 64-bit tương đối mới của hệ điều hành Microsoft Windows, cụ thể là Windows Vista (x64), Windows 7 (x64) và Windows 8 (x64) vào thời điểm hiện tại – không hỗ trợ Windows XP (x64) hay bất cứ hệ điều hành 32-bit nào. Người dùng cũng cần phải cài đặt Visual C++ 2010 Redistributable Package (x64) để sử dụng trình duyệt.

## Bản quyền
Waterfox là phần mềm tự do mã nguồn mở, được phát hành dưới Giấy phép Công cộng Mozilla phiên bản 2.0.